# مادلين غانيون
مادلين غانيون (بالإنجليزية: Madeleine Gagnon)‏ (27 يوليو 1938، أمكوي في كندا)؛ كاتِبة وروائية كندية. درست في جامعة مونتريال.